# نيت حتب
نيت حتب ، هي ملكة مصرية قديمة عاشت وحكمت خلال عهد الأسرة الأولى، وقد كان يعتقد في وقت سابق أنها حاكم ذكر: فالمصطبة الكبيرة ووضع اسمها بداخل سيرخ على العديد من طبعات الأختام كانت تقود في السابق علماء المصريات والمؤرخين إلى الاعتقاد الخاطئ بأنها قد تكون ملكاً غير معروف.
و مع تطور الكتابات المصرية المبكرة، علم العلماء أن نيت حتب كانت في الواقع امرأة من رتبة غير عادية، ثم اعتبرت في وقت لاحق زوجة ملك مصر الموحدة الأول، نعرمر، وأماً للملك حور عحا. وتشير الاكتشافات الحديثة إلى أن نيت حتب قد تكون بدلا من ذلك زوجة للملك حور عحا، وأماً وشريكة في الحكم للملك التالي جر. وتشير الأدلة الأثرية أيضا إلى أنها قد حكمت على أنها ملكة منفردة بحقها، وعلى أساس هذا الاستنتاج تكون نيت حتب أول ملكة أو امرأة حاكمة في التاريخ المعروف.

## الهوية

### الاسم
يرتبط اسم نيت حتب بنيت، إلهة الحرب والصيد. ويتبع هذا التقليد الذي كان يمارس بشكل خاص خلال الأسرة الأولى: العديد من الملكات (مثل مرنيت أو مريت نيت، ملكة أخرى مستقلة محتملة وسليلة نيت حتب) والأميرات (مثل عحا نيث ونيث ونخت نيث وقاع نيث) ففي أسمائهن جميعاً إشارة لنفس الإلهة.

### الألقاب
كملكة، حملت نيت حتب العديد من ألقاب النخبة والمليئة بالثناء:
- من في مقدمة النساء.
- قريبة السيدين أو الإلهين (يقصد حور وست).

و من الممكن أن نيت حتب قد حملت المزيد من الألقاب الملكية ولكن لم يتم اكتشافها حتى الآن. وفي الوقت الذي حكمت فيه نيت حتب، لم يتم إلحاق العديد من الألقاب الملكية بالملوك والملكات في الكتابة أو في التعاملات. ففي هذه المرحلة المبكرة من تطور الهيروغليفية، وقد لا يكون المصريون في وقت مبكر كيفية التعبير عن بعض الألقاب كتابةً.

### الدلائل
تم العثور على اسم نيت حتب في حلوان وأبيدوس ونقادة. فيظهر على طبعات الأختام الطينية، والأغراض العاجية وكنقوش على الأواني الحجرية. وتم العثور على معظم هذه الأشياء في مجمع الدفن الخاص بها وفي مقابر عحا وجر. وكتب اسم نيت حتب في داخل سيرخ مزدوج في العديد من هذه الأختام، وسط علامتي السيرخ يندمج مطناً ما يشبه رمز الإلهة نيت المعروف. واحد طبعات الأختام غير عادي ويعطي اسم حتبيو.

### اكتشافات جديدة
و في موقع اكتشف حديثاً يوجد اسم نيت حتب في وادي عميرة في سيناء، وتعود العديد من المنحوتات الصخرية فيه إلى زمن الملوك إيري حور ونعرمر وجر ورع نب. وإن نقش الملك جر يصور على يساره موكب قوارب احتفالية ملكياً، ويظهر على اليمين سيرخ ملكي يحمل اسم جر في داخله. ويحمل الصقر فوق السيرخ صولجاناً حربياً يضرب به عدواً راكعاً أمامه حتى الموت. ويظهر اسم نيت حتب في اليسار بشكل مائل فوق السيرخ.

## التقييمات التاريخية
بعد اكتشاف مصطبتها، كان يعتقد أن نيت حتب ملكاً ذكر بسبب قبرها الكبير والسيرخ الملكي الذي يحمل اسمها على العديد من طبعات الأختام. ومع ذلك، ومع فهم تطور الكتابة المصرية، علم العلماء أن نيت حتب كان في الواقع امرأة نبيلة من رتبة غير عادية. ومع هذا الإدراك، نظر العلماء إليها الآن كزوجة للملك نعرمر وأماً لحور عحا. وقد شاعت هذه الرؤية نتيجة الأختام الطينية التي وجدت في قبرها حاملةً سيرخ كل من نعرمر وعحا.
و يظهر اسم نيت حتب على العديد من طبعات الأختام داخل سيرخ - وهي الهيئة التي كانت عادة مخصصة للحكام الذكور فقط - وثانيا قبرها من حجم غير عادي ولها حرمها الحاص للعبادة وتقديم القرابين لها حول المقبرة. مثل هذه الحالة معروفة فقط عند الملكة مريت نيت. وهناك دليل ثالث هو نقوش وادي عميرة نفسها: وهي تكشف عن أن نيت حتب رتبت وأرسلت رحلة استكشافية عبر الوادي في محاولة لجلب المواد الخام والحصاد. لكن مثل هذا الفعل يتطلب عادة سلطات ملكية لم تكن تملكها سوى ملكة حاكمة وليس ملكة زوجة ملك وحسب.
حالة الملكة نيت حتب تظهر أوجه تشابه مذهلة مع الملكة ميريت نيت، التي كانت ملكة وصية على العرش عندما كان ابنها صغيراً وهو الملك حور دن. هذا الإدراك يؤدي بعلماء المصريات الآن إلى تقوية النظرية أن الملكة نيت حتب قد كانت وصية على العرش كذلك في وجود طفل عليه كنوع من الملك بديل. ومن المعروف الآن أن مثل هذا الفعل كان شائعا إلى حد ما في أوائل العصور المصرية. والأساطير الملكية تأسست في وقت مبكر من قبل الأمهات الملكات، وليس عن طريق توارث المُلك من الأب إلى الابن.
ويعتقد بعض العلماء حتى أن نيت حتب قد تكون مطابقة للملك تيتي المشؤوم المدرج في قوائم الرعامسة للملوك، وغير المذكور بشكل مباشر على حجر باليرمو الشهير. ويوجد في حجر باليرمو فاصلاً بين الملك عحا وجر ويذكر فيه «تاريخ مزدوج للموت» في العمود الأول من سنوات الأحداث. إن الفارق الزمني بين تاريخ الوفاة بالنسبة إلى حور عحا وذكر الموت الثاني يمتد حوالي سنة و 1 شهر و 15 يوما. مثل هذه الفترة الزمنية تبدو قصيرة جدا لحاكم «حقيقي» مثل حور عحا أو جر أو واج. لكنها تتناسب بشكل جيد مع شخص حكم كبديل للملك الأصلي. وهذا، بدوره، هو الآن ما يثبت حكم الملكة نيت حتب. وهكذا، فإن الدخول المشؤوم على باليرمو ستون قد يكون في الواقع إشارة إلى ملكة أرملة وصية على عرش ابنها الصغير أي حالة الملكة نيت حتب. وهذا يفسر أيضا لماذا لا توجد قطعة أثرية معاصرة من الأسرة الأولى يذكر اسم الملك تيتي، ولكن يذكر آخرين (إيتي وإيتا).
توحيد الملكة نيت حتب مع تيتي الأول ليست مقبولة بشكل عام. ويشير علماء المصريات مثل فيرنر كايزر وولتر ب. إيمري إلى العديد من شظايا الأختام الطينة مع ألقاب حور لجميع الملوك من نعرمر إلى حور دن. وقد تم اكتشاف هذه الأختام في مقابر دن والملكة مريت نيت، وبالتالي كلهميبدأون قوائمهم باسم الملك نعرمر، الذي كان زوج نيت حتب. كايزر وأيمري يريان هذا دليلاً على أنه كان نعرمر، وليس حور عحا، الذي بدأ الأسرة الأولى. وبالإضافة إلى ذلك، يشير كايزر إلى شظايا ختم تذكر اسم منج بجانب سيرخ نعرمر. وهكذا، على الأقل بالمقاربة نجد أن نعرمر مطابق للملك مينا. وهذا بدوره يعني أن اسم الخرطوشة «تيتي» ينتمي إلى حور عحا، وليس إلى الملكة نيت حتب.

## المقبرة
تم اكتشاف قبر نيت حتب في عام 1897 من قبل عالم الآثار الفرنسي جاك دي مورغان في موقع نقادة. في وقت لاحق تم البحث مرة أخرى من قبل عالم الآثار الألماني لودفيغ بورخارت في عام 1898. وتتألف البنية الفوقية من المصطبة الضخمة المصنوعة من الطوب اللبن الصلب، وكانت الجدران الخارجية محفورة على شكل مشكاوات ربما لوضع تماثيل أو قرابين للملكة. وهي الآن قد دمرت تماما بسبب عامل الزمن والتآكل. وبسبب حجمه الضخم كان يعتقد أنه قبر الملك مينا. أما اختيار مكان القبر قد يشير إلى أن الملكة نيت حتب نشأت في شمال مصر السفلى. كما كان يعتقد قبل ذلك أن نيت حتب تزوجت نعرمر في محاولة لتسهيل توحيده لمصر.